# José Amaro Machado
José Amaro Machado foi um militar e político brasileiro.
Foi 4º vice-presidente da província do Piauí, exercendo a presidência interinamente de 27 de fevereiro a 17 de março de 1872.
Natural de Batalha - Piauí, Coronel José Amaro foi casado com dona Mathylde Roza da Silva Machado, com quem teve os filhos: Domingos da Silva Machado (faleceu com 30 anos. Está enterrado no Cemitério São Gonçalo, em Batalha); Anna Francisca casou - se com um português, falecido no Maranhão. Está enterrada no Cemitério Velho de Piracuruca; Antônio Raymundo Machado - Cel. Tóte, político na Batalha e na Piracuruca, onde foi procurador dos bens de Nossa Senhora do Monte do Carmo, Vereador, Prefeito e Deputado Estadual. Casou - se com Maria de Morais Britto, filha do Senador Gervásio Brito; Maria da Silva Machado, de cólo, que faleceu junto com os pais; Josephynna e Mathylde da Silva Machado, que casou com o Cel. Francisco Gomes de Castro, filho do Cel. Jerônymo Gomes da Silva Rebello e pais de Mathylde (Iaiá),que casou com Anísio Moreira de Sampaio; José Machado de Castro (Zé Machado)que Casou com Fylomena Oliveira (Minuca) e foram pais de Teresinha, José de Ribamar Machado (que foi Procurador do Estado do Piauí, já falecido) e João Batista Machado, homem do mundo jurídico piauiense, foi Juiz, Professor, escritor e desembargador. Presidiu o Tribunal Regional Eleitoral e o Tribunal de Justiça do Piauí; e Adélia de Castro Machado (Deloca) que casou com o Cel. Olegário Castro, da Villa das Barras do Marathaoan, filho de Cândido Alfredo Castelo Branco e Laurentina Ignês de Castro. Foram pais de Hely de Castro Machado (telegrafista, falecido), Olegário de Castro Machado, que casou com Francisca Leal, ambos falecidos; Osiris de Castro Machado (comerciante) que casou com a Professora Maria das Mercês Veloso. Foi Vereador do Barras e precursor da emancipação do município piauiense de Cabeceiras, tendo doado terras para o patrimônio da Igreja de São José; Eurípedes de Castro Machado (que casou com Zenaide Rezende, já falecidos); e das Professoras Teresa de Castro Machado (Tetê, falecida em 2010), Maria da Conceição Machado (Fão) e Matildes de Castro Machado (Tidinha) vivas e residentes em Batalha - Piauí.
José Amaro Machado foi Intendente de Batalha. Presidiu o Partido Conservador do município. Prestigiado lider político, mantinha estreita relação com o Governo Imperial, motivo pelo qual, fora nomeado 4º Vice - Presidente da Província do Piauí, deixando para trás, nomes e cabeças coroadas da política provincial à época. Homem de confiança do então Presidente Souza Leão, assumiu a Província em um momento conturbado e dce grande crise política. Versões dão conta de que morrera envenenado juntamente com sua esposa Mathylde e a filha pequena, Maria. Benedito Melo, sobrinho - neto e o historiador Milton Vasconcelos Filho contam que "numa festa para comemorar sua ascensão ao posto de Presidente da Província, uma mucama bem instruída servira - lhe uma xícara de café, supostamente envenenado. Machado ingeriu alguns goles, repassando a xícara à sua esposa, já que não cultivava o hábito pela bebida. A esposa, amamentando a pequena Maria, ingeriu todo o líquido, vindo a falecer dois, três dias depois, seguida pela morte da filha e a do mandatário provincial, em 17 de março de 1872". Registro de óbito consta na Catedral de Nossa Senhora do Amparo, na cidade de Teresina.
Um dos mais significativos políticos batalhenses de todos os tempos. Conta Milton Vasconcelos Filho que "Batalha lhe deve uma homenagem altaneira, pelo destaque político a que elevou o então município piauiense". Seu irmão, Antônio Guilherme Machado de Miranda foi Deputado e Ministro da Côrte Especial. De sua família e descendência, muitos se destacaram na política piauiense e brasileira, dentre os quais, Clovis e Antônio Machado Melo, irmãos, que foram Prefeito de Batalha e Deputados Estaduais; Baltazar Melo, que presidiu a Caixa Econômica Federal; Antônio Raimundo machado, que foi Prefeito de Piracuruca e Deputado Estadual; Osiris Machado, Vereador de Barras; José de Arimatéa Veloso Machado, que foi Vereador de Barras e Prefeito de Cabeceiras do Piauí durante vários mandatos; Wellington Moreira Franco, que governou o Rio de Janeiro, foi Deputado Federal e atualmente exerce as funções de Ministro de Estado - Chefe da Secretaria Especial de Assuntos Estratégicos da Presidência da República. Áreas como o Magistério e o Direito estão representados na família do Coronel José Amaro Machado, com destaque para as Professoras Teresinha, Matildes e Conceição Machado, que foi, também, atriz de teatro; João Batista Machado, que presidiu o Tribunal de Justiça do Piauí; o advogado Apoena Machado, dentre outros ilustres representantes nas áreas do conhecimento humano.